# Balayage (teinture)
 (juin 2016).
Si vous disposez d'ouvrages ou d'articles de référence ou si vous connaissez des sites web de qualité traitant du thème abordé ici, merci de compléter l'article en donnant les références utiles à sa vérifiabilité et en les liant à la section « Notes et références ».
Pour les articles homonymes, voir Balayage.
Le balayage est une technique de teinture par mèches qui permet d'obtenir sur des cheveux plus ou moins foncés (naturels ou colorés) un effet de lumière autour du visage et du relief dans la coupe. La pâte est un mélange de décolorant en poudre avec de l'eau oxygénée. On dose l'eau oxygénée selon la nuance désirée. Cette pâte s'applique généralement à l'aide d'un pinceau large, d'un peigne et d'une planchette sur le devant et le dessus de la chevelure. On retire quelques mèches que l'on place bien droites sur la planchette, ensuite on étale la pâte sur les cheveux à l'aide du pinceau en prenant appui sur la planche.